# يوجيون
اليوجيون (أو شعب اليوجي) هم شعب قديم وصفوا في كتب التاريخ الصينية القديمة، أنهم بدو رعويّون عاشوا في المناطق القاحلة غربي المناطق المعروفة حالياً باسم قانسو خلال القرن الأول قبل الميلاد. كانت هذه المجموعة على صراع مع شيونغنو، ونلقوا هزيمة منهم مما أدى إلى انقسامهم إلى مجموعتين كبيرتين.